# Culicoides ruiliensis
Culicoides ruiliensis är en tvåvingeart som beskrevs av Lee 1980. Culicoides ruiliensis ingår i släktet Culicoides och familjen svidknott. Inga underarter finns listade i Catalogue of Life.